# Пол, Рон
Рональд Эрнест Пол (англ. Ronald Ernest Paul; род. 20 августа 1935, Питтсбург, Пенсильвания, США) — американский политик, бывший член палаты представителей от Республиканской партии США. Был конгрессменом от 14-го и 22-го округов штата Техас. Представлял 22-й округ Техаса с 1976 по 1977 и с 1979 по 1985 год, затем с 1997 по 2013 год представлял соседний 14-й округ Техаса. Участник «Движения чаепития».
Участвовал в президентских выборах в 1988 году в качестве кандидата от Либертарианской партии. Перед выборами 2008 года до 12 июня являлся претендентом на выдвижение в кандидаты на пост президента США от Республиканской партии. 13 мая 2011 года официально объявил, что будет бороться за выдвижение в кандидаты от этой же партии на выборах Президента США в 2012 году (кандидатом от Республиканской партии тогда стал Митт Ромни).

## Молодые годы, учёба и медицинская карьера
Рональд Эрнест Пол родился 20 августа 1935 года в Питтсбурге (штат Пенсильвания), в семье Говарда Каспара Пола, владевшего небольшой молочной фермой, и Маргарет Пол (урождённой Дюмонт).
Его предки по отцовской линии приехали в США из Германии, а корни со стороны матери, помимо Германии, уходят в Ирландию.
Рональд учился в школе Дормонт (Dormont High School) в пригороде Питтсбурга.
В старших классах он стал чемпионом штата в беге на 220 ярдов.
В 1957 году Рон окончил Геттисбергский колледж (Gettysburg College) со степенью бакалавра биологии, а в 1961 году получил докторскую степень на медицинском факультете Университета Дьюка (Duke University’s School of Medicine).
После прохождения интернатуры в детройтской больнице им. Генри Форда (Henry Ford Hospital) и резидентуры по акушерству и гинекологии в питтсбургской женской больнице Маги (Magee-Womens Hospital) он поступает на военную службу. С 1963 по 1965 годы Рон Пол — военный хирург американских ВВС, а с 1965 по 1968 — Национальной воздушной гвардии.
После увольнения Пол с семьей поселился в штате Техас, где занялся частной акушерско-гинекологической практикой. Работая врачом, он отказывался принимать платежи по программам помощи престарелым и неимущим (Медикэр и Медикейд) и самостоятельно давал скидки пациентам, не способным заплатить за лечение.

## Личная жизнь
В 1957 году Рон Пол заключил брак с Кэрол Уэллс англ. Carol Wells. Супруги познакомились в 1952 году, когда Кэрол попросила Пола быть своим спутником на вечеринке в честь её шестнадцатилетия.
Пятеро их детей (Рональд, Лори, Рэндал, Роберт и Джои) крещены в протестантской Епископальной церкви.
Сын Рона Рэндал Пол в 2011 году занял пост младшего сенатора от штата Кентукки.
Сам Пол перешёл из лютеранства, в традициях которого был воспитан, в баптизм.

## Кандидат в президенты США

### Президентская кампания 2008
Рон Пол официально заявил о намерении соперничать за статус кандидата от Республиканской партии на грядущих выборах 12 марта 2007 года в эфире кабельного канала C-SPAN.
Его внутрипартийными соперниками были Джон Маккейн, Майк Хакаби, Митт Ромни, Руди Джулиани, Элан Кис, Данкэн Хантер, Фред Томпсон и Том Танкредо.
Крупные политические силы не оказывали ему поддержки, а его предвыборная деятельность была по большому счету проигнорирована традиционными СМИ.
В то же время он завоевал популярность в Интернете, рядовые пользователи которого восхищались «белым нонконформистом».
В мае того же года, вскорости после первой телетрансляции дебатов, имя Пола попало в топ самых популярных запросов поисковика Technorati.com, а его канал на Youtube обогнал по количеству подписчиков Барака Обаму.
К концу года, накануне кокусов в штате Айова, Рон Пол опережал остальных кандидатов-республиканцев по количеству собранных сторонниками пожертвований.
Независимо от официальной кампании по сбору средств, в начале октября 2007 года был основан сайт добровольцев, призванный собирать в поддержку Рона Пола по 1 миллиону долларов еженедельно. Журналисты окрестили эту попытку «денежной бомбой», заложенной многочисленными добровольцами под истеблишментом США.
В конце октября был основан ещё один сайт «Помни ноябрь, день 5-й!». Дата 5 ноября широко известна как «День Гая Фокса» — английского дворянина, участвовавшего в Пороховом заговоре с целью уничтожить короля Якова I.
За один только день 5 ноября сайт собрал свыше 4,3 млн долларов, что стало наибольшей суммой, собранной среди республиканцев за один день, а также наибольшей суммой среди кандидатов всех партий, собранной за один день через интернет.
Следующей «денежной бомбой» стал онлайн-сбор средств, проведённый 16 декабря — в годовщину «Бостонского чаепития», ещё одной масштабной гражданской акции, направленной против власти и ставшей одним из первых эпизодов Американской революции.
Акция побила свой предыдущий рекорд, собрав свыше 6 миллионов долларов. Эта сумма стала абсолютным рекордом дневного сбора средств (как онлайн, так и обычными методами) среди всех кандидатов и партий в истории США. В конце дня поток заявок достиг величины более 100 вкладов в минуту, и в последние минуты сервер был перегружен.
В декабре Рон Пол выступил с резким заявлением в адрес Ирана, в котором также заявил, что «позволил бы Израилю предпринять немедленные действия для самозащиты без одобрения со стороны США. Израиль должен сам решать, какие действия он должен предпринять, чтобы защитить свой суверенитет и национальную безопасность».
Вопреки этим успехам и несмотря на все усилия его технически подкованных сторонников по дальнейшему развертыванию интернет-кампании, Полу не удалось превратить поддержку полученную в сети в реальные цифры на предварительных выборах.
На кокусах штата Айова 4 января и праймериз Нью-Гэмпшира 8 января 2008 года он занял пятое место, набрав 10 и 8 % соответственно.
После второго места в Неваде 19 января (14 % и 51 % у Ромни) он продолжил проигрывать, неудачно выступив в Мичигане (6 %, четвёртое место), Южной Каролине (4 %, пятое место), Флориде (3 %, пятое место).
5 февраля, в супервторник, он набрал по 3—4 %, финишировав четвёртым практически во всех штатах, за исключением горных Монтаны (25 %, второе место) и Северной Дакоты (21 %, третье место).
Лидер республиканской гонки Джон Маккейн уже к марту обеспечил себе необходимое для выдвижения на общеамериканской конференции количество делегатов, после чего Митт Ромни и Майк Хакаби признали поражение.
Рон Пол, не выигравший ни одного штата на предварительных выборах и обеспеченный двадцатью—сорока делегатами против 1191 делегата у Маккейна, отказался выйти из гонки и поддержать лидера.
Его сторонники конфликтовали с республиканским руководством на локальных конференциях, оспаривая партийный устав, программу и порядок делегации партийцев на итоговую конвенцию. Кульминацией этих трений стали события на съезде в штате Невада, где партийная верхушка, за неимением других аргументов против сторонников Пола, без предупреждения в жесткой форме свернула собрание, пообещав вернуться к обсуждениям позже.
12 июня 2008 года Пол наконец снял выборную заявку. Впоследствии он рассказал, что не мог выдвинуться от «третьей партии», поскольку подписал официальный отказ от такой перспективы в обмен на поддержку в определенных штатах.
Часть четырёхмиллионного бюджета была пущена на создание фонда и политической группы интересов «Кампания Рона Пола за свободу».
В начале 2008 года, в разгар предвыборной гонки, Рон Пол согласился дать интервью Саше Барону Коэну, не подозревая, что тот решил снять эпизод для своего фильма «Бруно», в котором гомосексуальный журналист пытается соблазнить политика. Пресс-секретарь предвыборной кампании Пола Рэйчел Миллз подтвердила, что эпизод имел место, но не вдавалась в подробности, заявив: «Мы не хотим отвлекать от его [Пола] послания. Сейчас люди должны слушать его на экономические темы».
Эпизод с безуспешной попыткой соблазнить Рона Пола вошёл в фильм Коэна, вышедший в 2009 году, в качестве камео.

### Отказ поддержать республиканского кандидата
10 сентября 2008 года на одной из пресс-конференций Рон Пол высказался в поддержку сразу нескольких кандидатов от «третьих» партий — либертарианца Боба Барра, представительницы Партии зеленых Синтии Энн Маккинни, делегированного от Конституционной партии Чака Болдуина, а также независимого выдвиженца Ральфа Нейдера.
При этом Пол сослался на их предвыборные обещания (вести сбалансированную бюджетную политику, свернуть военные кампании за рубежом, оберегать личные свободы и право на неприкосновенность личной жизни, расследовать деятельность Федерального резерва).
Кроме того, он заявил, что ни при каких условиях не отдаст голоса своих сторонников ходовым кандидатам от ключевых партий — Маккейну и Обаме, так как не видит между ними принципиальной разницы: ни тот ни другой в случае избрания не пойдут на фундаментальные сдвиги политического курса, потребность в которых давно назрела. По его словам, поддержка альтернативных кандидатов — это протестное голосование, которое он и рекомендует избирателям взамен участия в «двухпартийном фарсе, которым обратились выборы». То же он повторил в телеинтервью самому Нейдеру.
Двумя неделями позже Рон Пол конкретизировал свои симпатии и поддержал Чака Болдуина. Это произошло после того, как либертарианец Барр в последний момент отказался от участия в совместной пресс-конференции, посоветовав Полу оставить нейтралитет и определиться с тем, кого именно он поддерживает.
Невзирая на отказ от борьбы, на самих ноябрьских выборах Пол получил 19852 голоса.

### Президентская кампания 2012
Рон Пол являлся действующим претендентом на позицию единого республиканского кандидата на Президентских выборах 2012 года.
По данным выборочных опросов общественного мнения, прошедших в самом начале года, Рон Пол был самым популярным республиканским кандидатом.
Исследовательский комитет Пола — специальная комиссия, прощупывающая почву и оценивающая шансы накануне выборов, — был учрежден ещё в апреле 2011 года.
5 мая 2011 года Рон Пол принял участие в первых республиканских дебатах, а 13 мая в интервью передаче канала ABC «Good Morning America» официально обозначил намерение бороться за участие в выборах от своей партии.
По данным опроса Ames, он являлся вторым по популярности кандидатом, уступив Ромни всего 0,9 %.
В декабре 2011 года, по мере роста популярности Пола, внимание СМИ привлекли информационные бюллетени, изданные Полом в восьмидесятые и на рубеже девяностых годов.
Журналисты обнаружили в них высказывания, содержащие признаки расизма и гомофобии.
В то же время сторонники Пола пытались привлечь внимание к тому, что его президентская кампания снова игнорируется телевидением и прессой, невзирая на подтвержденную соцопросами популярность.
На кокусах штата Айова, состоявшихся 3 января 2012 года, Пол занял третье место, набрав 26036 из 121503 голосов (21 %), в то время как первое место с 25 % разделили Митт Ромни и Рик Санторум. На праймериз в Нью-Гэмпшире Рон Пол проиграл только Ромни (23 % и 39 %).
По ходу предварительных выборов, невзирая на то, что Мишель Бахман, Рик Перри и Джон Хантсман выбыли из борьбы, популярность Пола стала падать. 21 января в Южной Каролине и 31 января во Флориде он занял четвёртое место (13 и 7 % соответственно). 4 февраля в Неваде он оказался третьим (18,8 %). 7 февраля он занял третье место в Миссури и Колорадо (13 и 12 %) и второе в Миннесоте (27 %), где победил Санторум.
После того, как Митт Ромни 24 апреля выиграл предварительные выборы сразу в пяти штатах (Коннектикуте, Род-Айленде, Делавэре, Пенсильвании и Нью-Йорке), а Гингрич и Санторум вышли из борьбы, заявив, что поддержат Ромни, шансы Пола на итоговое выдвижение оцениваются как минимальные. Единственные кокусы 2012 года он выиграл 12 марта на Американских Виргинских Островах.

## Партийная принадлежность
На протяжении всей карьеры Рон Пол числился в конгрессе представителем своего штата от партии республиканцев. Несмотря на это, он множество раз становился на позиции, прямо противоположные взглядам остальных членов и руководства Республиканской партии, и был вынужден публично объясняться по поводу своей партийной принадлежности.
В течение предвыборной кампании 2012 года, когда выяснилось, что у него практически нет шансов баллотироваться от своей партии, Пол в очередной раз провозгласил, что является республиканцем в меру собственного разумения и намерен переубеждать своих однопартийцев вместо того чтобы с ними соглашаться.
Он сказал, что вряд ли поддержит другого республиканца на выборах в ситуации, когда «Демократическая и Республиканская партия движутся схожим курсом, не собираясь ни менять внешнюю политику, ни сокращать расходы, ни расследовать деятельность Федерального резерва и вообще заниматься монетарными вопросами, ни проводить ротацию правительственных кадров».
«У меня нет никакой охоты идти на такой риск — ни с того ни с сего сказать людям, которые доверили мне свои голоса и деньги: мы работали впустую, давайте возьмем и поддержим кого-нибудь другого, даже если мы во всем несогласны», — заявил он журналистам.

## Политические взгляды
Рона Пола считают как консерватором, так и либертарианцем.
Политолог из Университета Джорджии Кит Пул пришла к выводу, что Пол, судя по его голосованиям, является самым консервативным членом Конгресса за период с 1937 по 2002 год. Кроме того, он самый консервативный кандидат в президенты от республиканской партии в 2012 году, если оценивать его взгляды касаемо роли правительства в экономическом регулировании (а не вопросах внешней политики или решения социальных проблем).
В рамках других выкладок, где больший вес приписывался позициям по социальным вопросам и внешней политике, Пола числят куда более умеренным политиком. Например, журнал The National назвал его лишь 145-м среди самых консервативных членов Конгресса исходя из голосований 2010 года.
Основа политической философии Рона Пола — это убеждение в том, что «первое, к чему призвано американское правительство, — это обеспечение национальной обороноспособности, судебной системы в области административного и уголовного права, пресекающей мошенничество и насилие; и уже после — остальные вопросы и дела».
К нему приклеилось прозвище «Доктор Нет», указывающее на медицинское прошлое и любовь к протестному голосованию («Я никогда не поддержу ни одной антиконституционной меры»).
Пол стоит на позициях австрийской экономической школы, написал на эту тему шесть книг. Стены его кабинета украшают портреты ученых-экономистов Людвига фон Мизеса, Мюррея Ротбарда, Фридриха фон Хайека, а также президента Гровера Кливленда.
Рон Пол регулярно голосует против расширения статей государственных расходов, а также новых налоговых инициатив. За период с 1995 по 1997 количество отрицательных голосов составило у него две трети от общего числа.
Он обещал остановить рост налогов и утверждает, что никогда не голосовал за дефицитный бюджет.
Пол считает, что страна может полностью отменить индивидуальный подоходный налог, снизив федеральные расходы до уровня 2000 года. Финансирование правительственных операций, таким образом, будет в первую очередь осуществляться за счёт косвенных налогов и отказа от протекционистских тарифов.
Он одобряет ликвидацию большинства федеральных государственных учреждений, называя их «бюрократическим излишеством».
15 апреля 2011 Пол оказался одним из четырёх членов конгресса, проголосовавших против бюджетного законопроекта Пола Райана, известного как «Путь к процветанию».
Пол снискал репутацию «инфляционного ястреба», с 1981 года предупреждая об угрозе гиперинфляции.
Невзирая на то, что Пол уверен в снижении покупательной способности доллара в долгосрочной перспективе в результате инфляции и в связи с необеспеченностью национальной валюты, он не призывает возвращаться к золотому стандарту — что многократно в прошлом приписывалось ему правительством, — предлагая взамен отменить закон о платежных средствах и убрать налог на продажу золота и серебра, с тем чтобы рынок мог сам решать, какие монетарные системы использовать.
С 1999 года Пол последовательно вносит на рассмотрение Конгресса законопроекты об устранении федеральной резервной системы в течение двенадцати месяцев.
Изоляционистские взгляды на внешнюю политику сделали Пола единственным из всех кандидатов в президенты 2008 года, кто ранее голосовал против войны в Ираке. Он выступает за выход из ООН и НАТО в качестве способа поддержать и усилить национальный суверенитет.
Он выступает за свободную торговлю и против членства в североамериканской зоне свободной торговли и ВТО как зонах «регулируемой торговли»; за укрепление границ, против материальной помощи нелегальным иммигрантам, гражданства по праву рождения и амнистии; также он выступал в поддержку закона «Secure Fence Act» в 2006 году.
Пол голосовал за Резолюцию о разрешении применения военной силы против террористов в ответ на атаки 11 сентября, но предложил ряд альтернатив военным действиям: например, дать президенту полномочия на выдачу каперских свидетельств для точечного устранения конкретных террористов.
Противник войны в Ираке и потенциальной войны с Ираном, Пол также выступал с критикой неоконсерватизма и внешней политики США на Ближнем Востоке, считая, что именно она привела к атакам террористов на американских граждан. Он полагает, что «Израиль — близкий друг США» и Штаты не должны «вмешиваться в дела израильтян».
Пол поддерживает такие конституционные права, как право хранить и носить оружие, и Хабеас корпус для политических заключенных.
Он выступает против патриотического акта, против использования государством пыток, против президентской автономии, национальных идентификационных карт, несанкционированной слежки и призыва в армию. Пол также считает, что представление об отделении церкви от государства сильно искажается судебной системой: «Верховный суд раз за разом использовал печально известную установку на отделение государства от церкви, поддерживая судебные решения, позволяющие правительству вторгаться в частную жизнь граждан и лишать их религиозной свободы».
Ссылаясь на девятую и десятую поправки, Пол объясняет, что у отдельных штатов есть право принимать собственные решения по вопросам, непосредственно не урегулированным Конституцией. Так, он выступает против того, чтобы решения по смертной казни принимались на федеральном уровне (и против смертной казни как таковой). Аналогичный подход отличает отношение Пола к вопросам образования и брака.
Наряду с этим, он считает, что в армии необходимо вернуться к принципу «Не спрашивай, не говори», распространив его также на гетеросексуальные модели поведения, если они мешают военной службе.
Он называет себя «активным защитником жизни» (strongly pro-life) и «неколебимым противником абортов», уточняя, что здоровьем матери и ребёнка также удобнее заниматься на уровне конкретного штата, а не целого государства. Его законодательные предложения по абортам, в частности поправки к акту о неприкосновенности жизни, последовательно отвергают решение Верховного суда, известное как «Роу против Уэйда», и направлены на то, чтобы «полностью исключить государство там, где проблемы стоит решать на уровне штата».
«Государству нечего делать в медицинском бизнесе», — неоднократно утверждал Рон Пол. По его мнению, если правительство перестанет обеспечивать и регулировать систему здравоохранения, постоянно вмешиваясь в ситуацию, цены на медицинские услуги снизятся в соответствии с законами свободного рынка.
В 1976 году Рон Пол отказался вакцинировать себя и свою семью. Он выступил против принудительной вакцинации в те годы, когда развивалась истерия вокруг так называемого «свиного гриппа». В интервью телекомпании CNN в 2009 году, когда истерия вокруг принудительной вакцинации получила новый виток, он подтвердил свою точку зрения.
Точно таким же образом Пол осудил государственную войну с наркотиками, настаивая на том, что каждый штат должен сам решать, как ему законодательно обойтись с марихуаной.
Как инвайронменталист и сторонник свободного рынка, он выступал за приоритет частной собственности в делах, касающихся защиты окружающей среды и борьбы с её загрязнением.
В 2009 году он назвал мифом концепцию глобального потепления, сказав в интервью Fox Business: «Я полагаю, что самое грандиозное надувательство, с которым мы имеем дело уже много, если не сказать десятки лет, — это инвайронменталистский миф о глобальном потеплении». Пол утверждает, что существуют данные как о повышении, так и понижении среднегодовой температуры в разных частях земного шара, и что это нормальный процесс. Это противоречит научному консенсусу по изменению климата и является частью отрицания изменения климата.
Пол выступил против закона 1964 года «О гражданских правах», ссылаясь на то, что он позволяет государству вмешиваться в ситуацию на свободном рынке и в реальности не содержит вариантов решения расовых проблем. «Акт о гражданских правах, принятый в 1964 году, был не только антиконституционным, ограничивающим личную свободу документом; этому проекту также не удалось достичь заявленных целей и обеспечить расовую гармонию и создание равнодушного к цвету кожи общества».
Пол также выступал против того, чтобы государство регулировало вопросы расовой дискриминации при приеме на учёбу и работу.
Он многократно высказывался за то, чтобы облегчить доступ к выборам кандидатам от «третьих партий».

## Дело об информационных бюллетенях
С начала 1978 года и на протяжении двадцати с небольшим лет Пол и его соратники занимались выпуском информационных бюллетеней на инвестиционную и политическую тематику. На этой продукции стояло его имя (Dr. Ron Paul’s Freedom Report, The Ron Paul Survival Report, the Ron Paul Investment Letter, The Ron Paul Political Report). К 1993 году доход компании, выпускавшей бюллетени, составил 900 тысяч долларов ежегодно.
Ряд бюллетеней, особенно изданных в период с 1988 по 1994 годы, когда Пол уже не был членом Конгресса, содержал спорные материалы, в том числе рассуждения о различных теориях заговоров, лестные высказывания в адрес антиправительственных милитаризованных движений и предупреждения о грядущих войнах. Во время кампании перед выборами в конгресс в 1996 и президентской гонки в 2008 и 2012 году критики Рона Пола привлекали спорные бюллетени, указывая на пассажи, где якобы видна его приверженность расизму, антисемитизму и гомофобии.